# Лукаут-Маунтен (Джорджія)
Лукаут-Маунтен (англ. Lookout Mountain) — місто (англ. city) в США, в окрузі Вокер штату Джорджія. Населення — 1641 особа (2020).

## Географія
Лукаут-Маунтен розташований за координатами 34°57′59″ пн. ш. 85°21′44″ зх. д. / 34.96639° пн. ш. 85.36222° зх. д. (34.966412, -85.362195).  За даними Бюро перепису населення США в 2010 році місто мало площу 6,89 км², уся площа — суходіл.

## Демографія
Згідно з переписом 2010 року, у місті мешкали 1602 особи в 593 домогосподарствах у складі 439 родин. Густота населення становила 233 особи/км².  Було 662 помешкання (96/км²).
Расовий склад населення:
| - 97,9 % — білих - 0,6 % — чорних або афроамериканців - 0,2 % — азіатів - 0,1 % — корінних американців |

До двох чи більше рас належало 0,4 %. Частка іспаномовних становила 1,4 % від усіх жителів.
За віковим діапазоном населення розподілялося таким чином: 30,2 % — особи молодші 18 років, 55,3 % — особи у віці 18—64 років, 14,5 % — особи у віці 65 років та старші. Медіана віку мешканця становила 39,8 року. На 100 осіб жіночої статі у місті припадало 99,0 чоловіків;  на 100 жінок у віці від 18 років та старших — 95,8 чоловіків також старших 18 років.
Середній дохід на одне домашнє господарство  становив 136 414 долари США (медіана — 102 262), а середній дохід на одну сім'ю — 162 077 доларів (медіана — 112 917). Медіана доходів становила 79 688 доларів для чоловіків та 43 500 доларів для жінок. За межею бідності перебувало 4,1 % осіб, у тому числі 2,0 % дітей у віці до 18 років та 6,1 % осіб у віці 65 років та старших.
Цивільне працевлаштоване населення становило 847 осіб. Основні галузі зайнятості: освіта, охорона здоров'я та соціальна допомога — 32,1 %, фінанси, страхування та нерухомість — 13,1 %, науковці, спеціалісти, менеджери — 12,4 %.